# Talp (település)
Talp (románul Talpe) falu Romániában, a Partiumban, Bihar megyében.

## Fekvése
A Bihar-hegység alatt, Belényestől délkeletre, Telek és Belényesszeleste közt fekvő település.

## Története
A falu nevét 1580-ban említette először oklevél Talpfalwa alakban. 
1588-ban Talph, 1600-ban Talpan, 1692-ben Talp, 1808-ban Talp, Talpu, 1913-ban Talp néven írták. 
Talp birtokosa a 19. század első felében a Nagyváradi görögkatolikus egyházmegye volt, mely a 20. század elején is birtokos volt itt. 
1851-ben Fényes Elek írta a településről:
Bihar vármegyében, hegyes-völgyes helyen 265 óhitü lakossal, anyatemplommal. Birja a váradi görög püspök.
1910-ben 364 lakosából 4 magyar, 360 román volt. A falu lakói közül 6 fő görögkatolikus, 354 görögkeleti ortodox volt.
A trianoni békeszerződés előtt Bihar vármegye Belényesi járásához tartozott.
A 2002-es népszámlálás szerint 253 lakója közül mindenki román volt.

## Nevezetességek
- Görögkeleti temploma 1824-ben épült.

### Képek a görögkeleti templomról

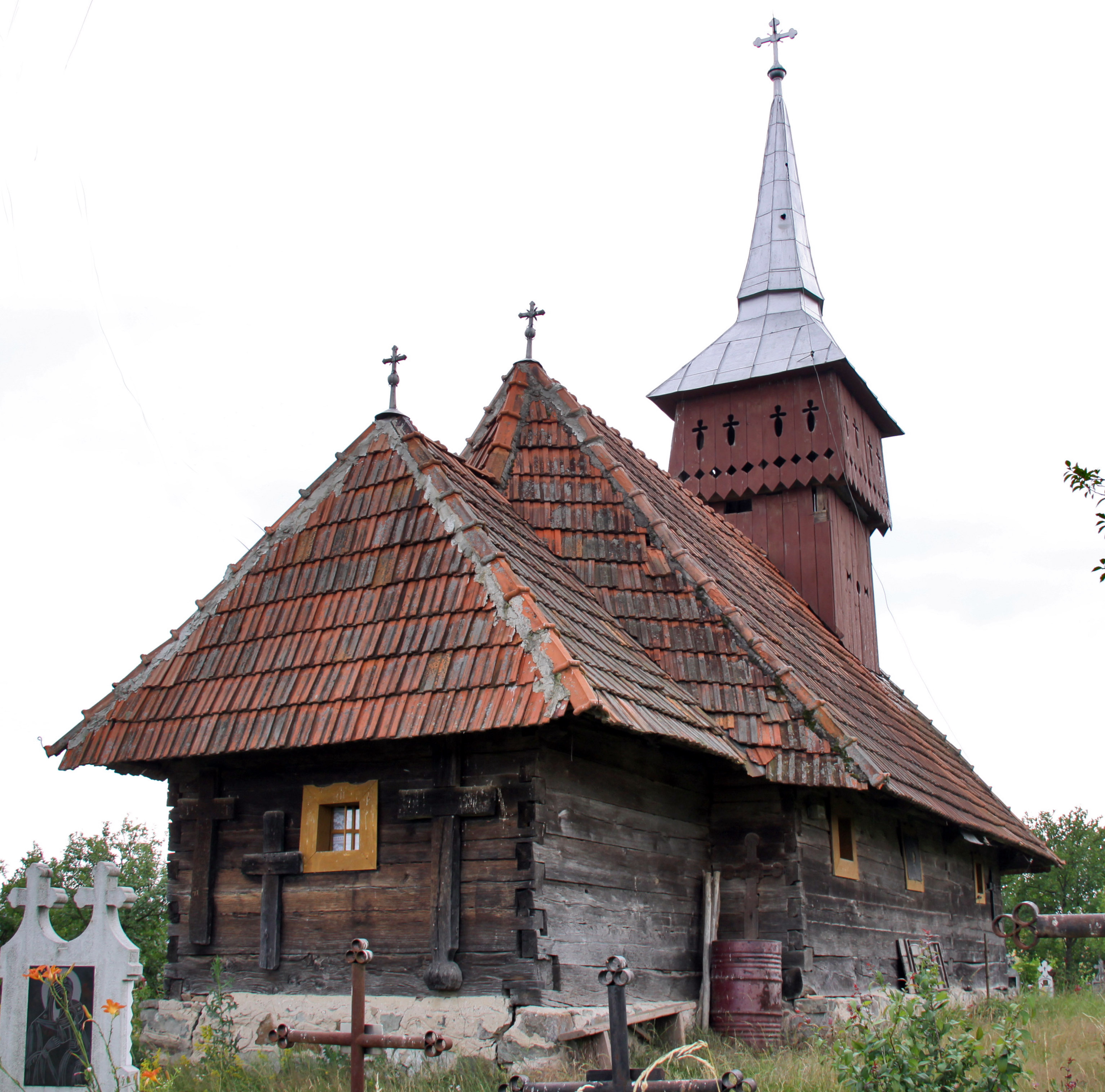
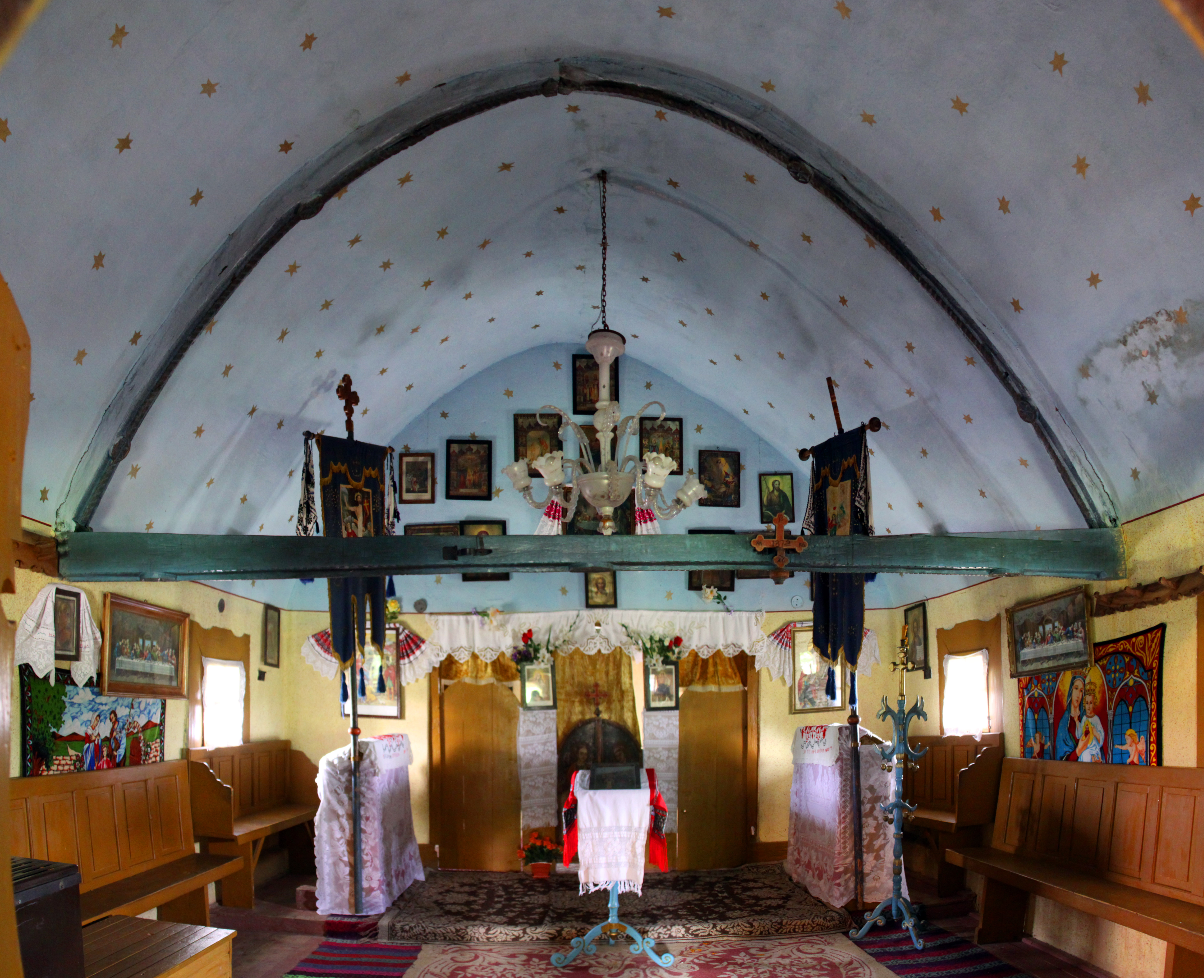
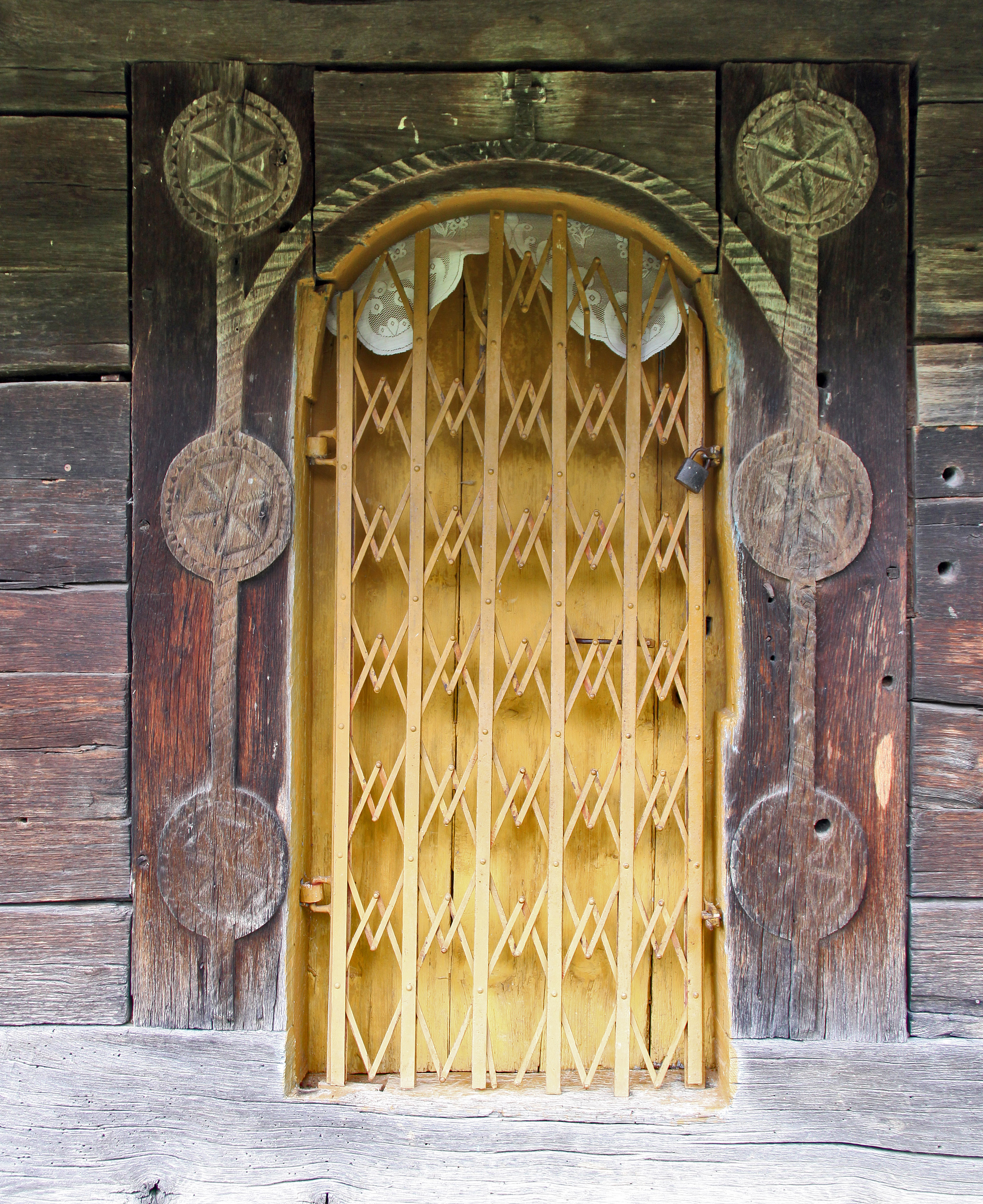
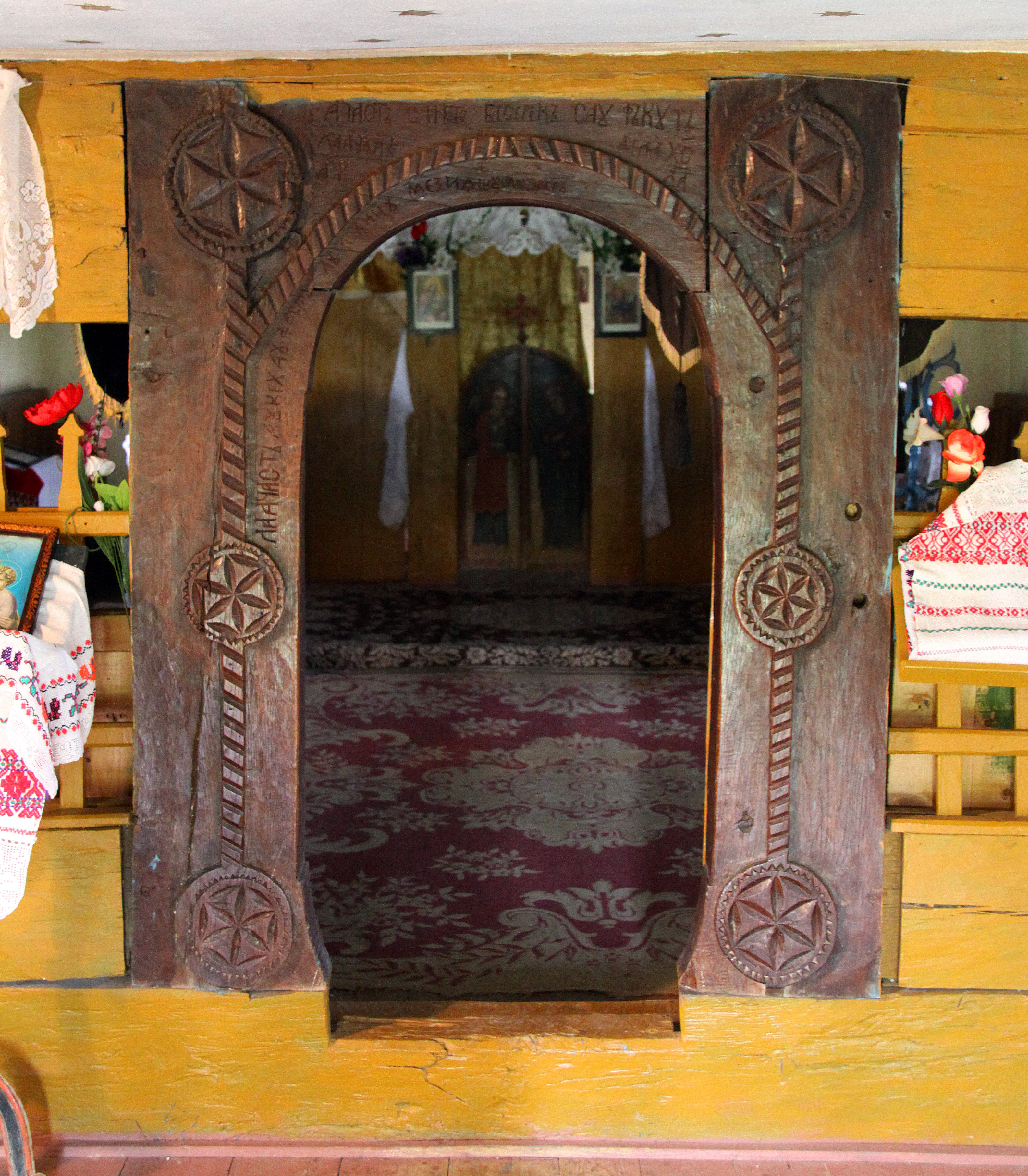
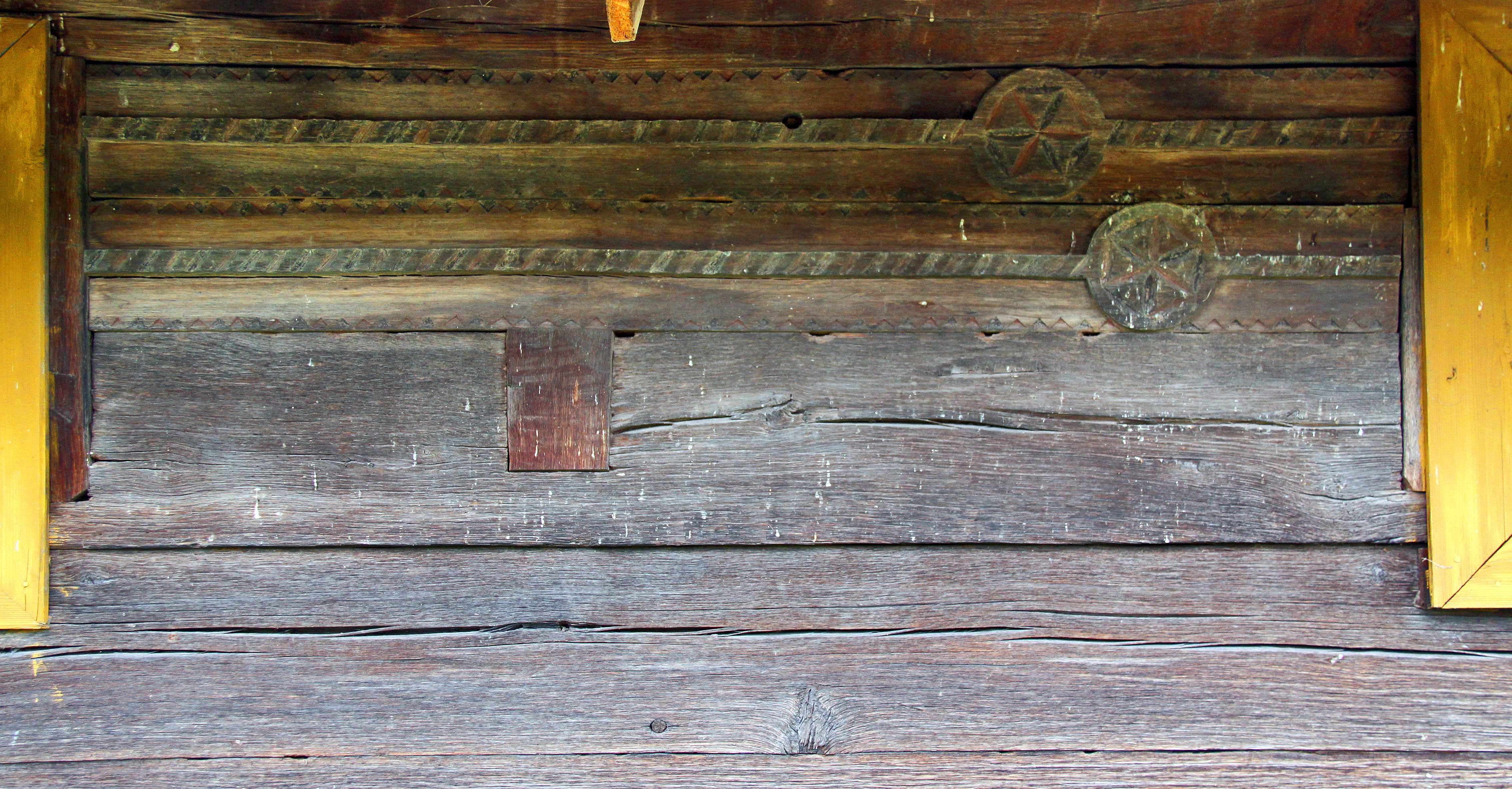